# Rhyacophila arhaviensis
Rhyacophila arhaviensis är en nattsländeart som beskrevs av Füsun Sipahiler 1986. Rhyacophila arhaviensis ingår i släktet Rhyacophila och familjen rovnattsländor. Inga underarter finns listade i Catalogue of Life.